# Frank Deppe
Frank Walter Deppe (* 23. September 1941 in Frankfurt am Main) ist ein deutscher Politikwissenschaftler.

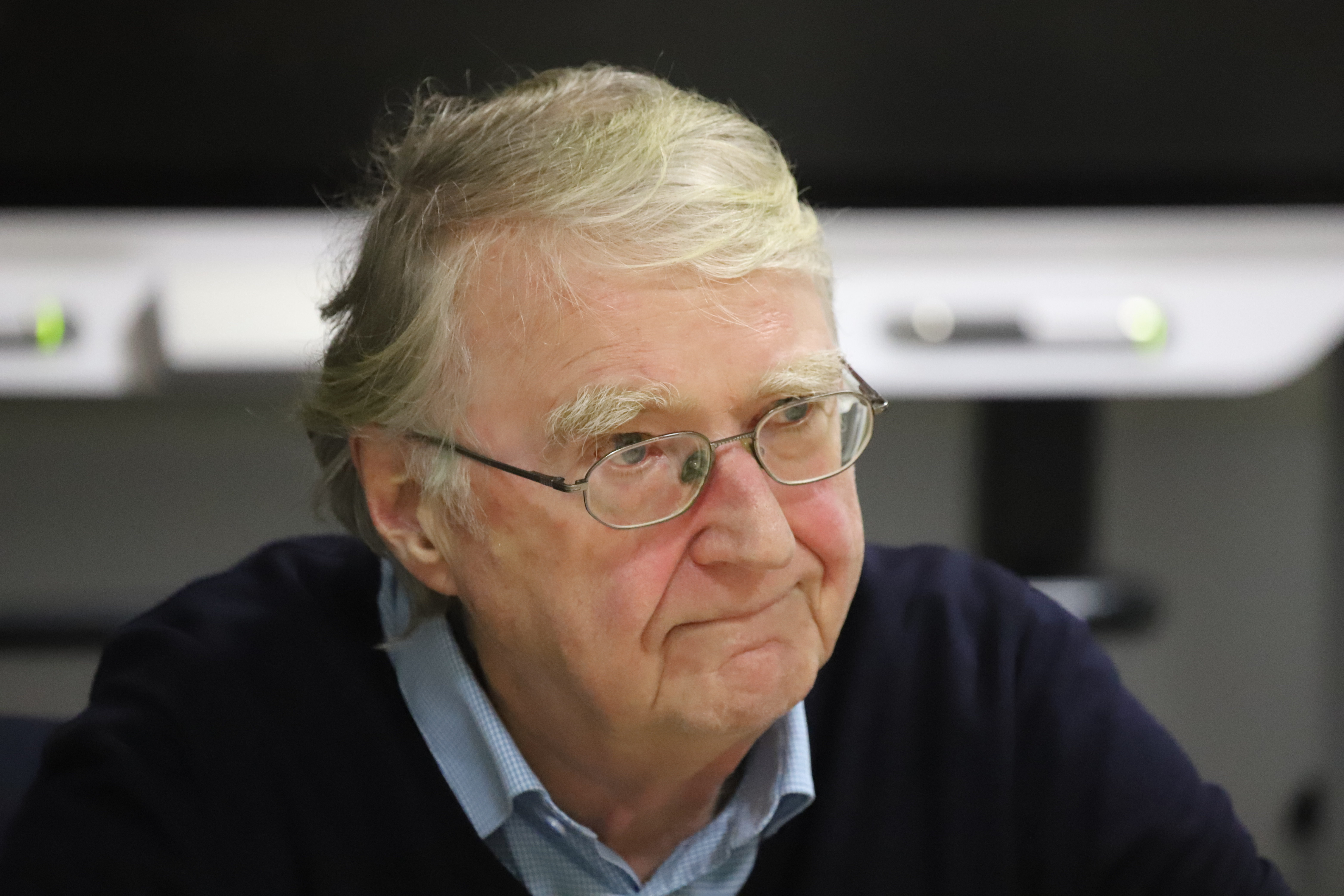
Frank Deppe 2019

## Leben
Frank Deppe wurde als Sohn von Hans Deppe und seiner Frau Helmi, geb. Engelhard, in Frankfurt am Main geboren. Nach dem Besuch der Volksschule in Walldorf (Hessen) besuchte Deppe ab 1952 das Goethe-Gymnasium in Frankfurt am Main, an dem er im März 1961 das Abitur ablegte. Im gleichen Jahr begann er ein Studium Soziologie an der Johann Wolfgang Goethe-Universität Frankfurt am Main, das er ab 1964 an der Philipps-Universität Marburg fortsetzte und um die Fächer Politikwissenschaft und Volkswirtschaftslehre ergänzte. Der Wechsel der Universität erfolgte, weil Deppe sein Studium der Soziologie bei Heinz Maus fortführen wollte. Deppe wurde in Marburg 1964 Mitglied des SDS sowie Mitglied im Zentralen Ausschuss der Kampagne für Demokratie und Abrüstung. In den Jahren 1965 bis 1967 war er im Bundesvorstand des SDS tätig. Über diese Tätigkeit kam Deppe in Kontakt zum Marburger Institut der Politikwissenschaft um Wolfgang Abendroth. Ab 1965 arbeitete er dort auch als wissenschaftliche Hilfskraft.

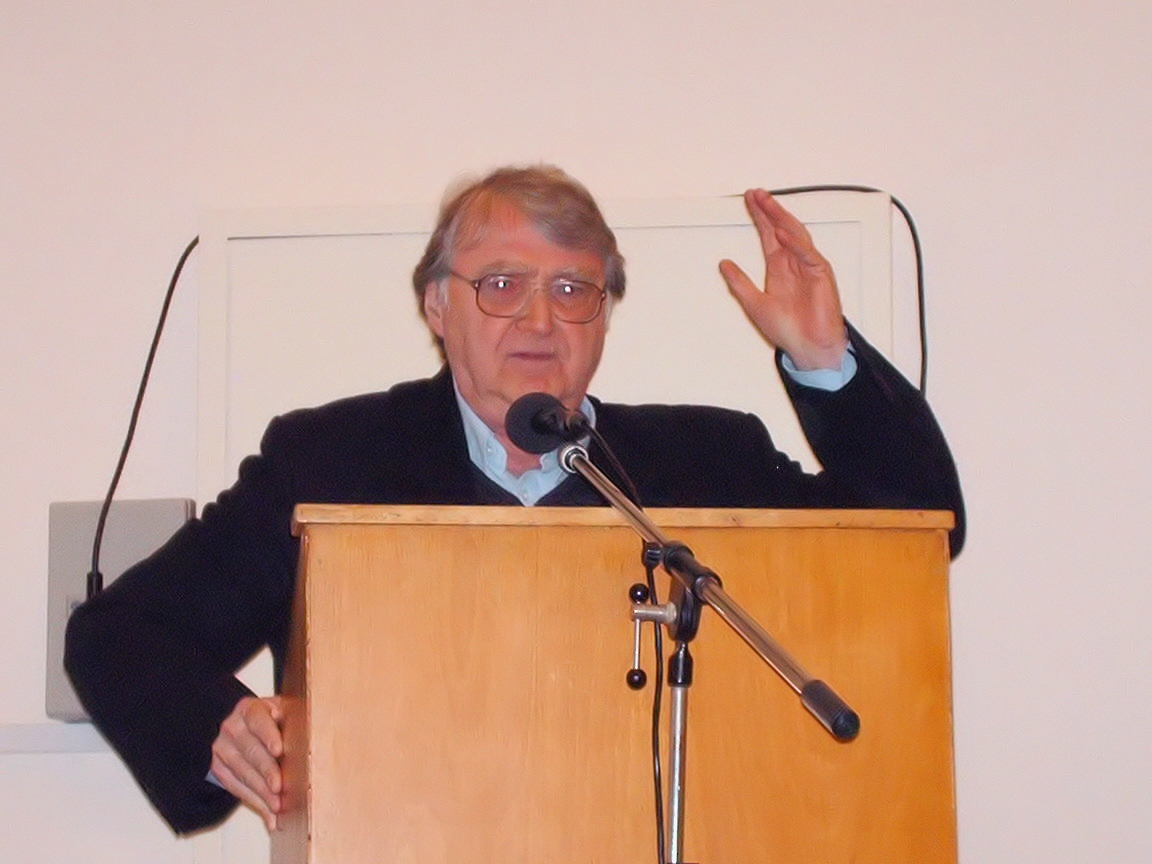
Frank Deppe 2008

1967 begründete er das Sozialistische Zentrum mit. Im Mai 1968 wurde Deppe bei Wolfgang Abendroth in Marburg mit einer Arbeit über Louis-Auguste Blanqui promoviert; 1972 habilitierte er sich. Zwischen 1968 und 1971 war er Akademischer Rat am Institut für Soziologie der Universität Marburg. 1972 erhielt er einen Ruf auf den dortigen Lehrstuhl für Politikwissenschaft. Er war Vertrauensdozent der Hans-Böckler-Stiftung und Leiter der Forschungsgruppe Europäische Gemeinschaften (FEG) beim Institut für Politikwissenschaft. Von 1971 bis 1989 publizierte Deppe im DKP-nahen Pahl-Rugenstein Verlag. Von 1983 bis 1989 gehörte er zum Wissenschaftlichen Beirat des Instituts für Marxistische Studien und Forschungen. Zu den Schwerpunkten seiner Forschung gehören Politische Theorie, Geschichte und Politik der deutschen und der internationalen Arbeiterbewegung, sowie die Politische Soziologie der Gewerkschaften, die Europäische Integration und Internationale Politische Ökonomie.
Im Jahr 2006 wurde Deppe emeritiert und hielt am 14. Juli dieses Jahres seine Abschiedsvorlesung zum Thema Krise und Erneuerung marxistischer Theorie.
Der Medizinsoziologe und Sozialmediziner Hans-Ulrich Deppe ist sein Bruder. Frank Deppe lebt seit vielen Jahren in Marburg.

## Mitgliedschaften und Ämter
Deppe ist Mitglied der Partei Die Linke. Des Weiteren ist er in Redaktionen und Beiräten verschiedener Zeitschriften aktiv – er gehört zum Redaktionsbeirat der Z. Zeitschrift Marxistische Erneuerung sowie zum Wissenschaftlichen Beirat von Arbeit – Bewegung – Geschichte. Er ist Mitherausgeber der Zeitschrift Sozialismus.
Frank Deppe wurde 1998 zum Mitglied der Leibniz-Sozietät der Wissenschaften zu Berlin gewählt. Am 1. Dezember 2012 wurde er in den Vorstand der Rosa-Luxemburg-Stiftung gewählt. Seit Januar 2020 ist er Mitglied im wissenschaftlichen Beirat der Stiftung.

## Schriften (Auswahl)
- Verschwörung, Aufstand und Revolution. Auguste Blanqui und das Problem der sozialen Revolution im 19. Jahrhundert. Europäische Verlagsanstalt, Frankfurt am Main 1970 (Zugl.: Marburg, Univ., Diss., 1968 u.d.T.: Zum Verhältnis von politischer Theorie und politischer Praxis bei Louis Auguste Blanqui. Eine Studie zur Entwicklung des Begriffs der sozialen Revolution im 19. Jahrhundert).
- Das Bewußtsein der Arbeiter. Studien zur politischen Soziologie des Arbeiterbewußtseins. Mit einem Anhang von Helga Deppe-Wolfinger: Gewerkschaftliche Jugendbildung und politisches Bewußtsein. 3. Auflage, Pahl-Rugenstein, Köln 1981, ISBN 978-3-7609-0037-7.
- Ende oder Zukunft der Arbeiterbewegung? Gewerkschaftspolitik nach der Wende. Eine kritische Bestandsaufnahme. 2. Auflage, Pahl-Rugenstein, Köln 1985, ISBN 978-3-7609-0999-8.
- Niccolò Machiavelli. Zur Kritik der reinen Politik. Pahl-Rugenstein, Köln 1987, ISBN 978-3-7609-1126-7.
- Jenseits der Systemkonkurrenz. Überlegungen zur neuen Weltordnung. Verlag Arbeit und Gesellschaft, Marburg 1991, ISBN 978-3-89419-019-4.
- Fin de siècle. Am Übergang ins 21. Jahrhundert. PapyRossa-Verlag, Köln 1997, ISBN 978-3-89438-121-9.
- Politisches Denken im 20. Jahrhundert. 4 Bände, davon ein Band zweiteilig, VSA-Verlag, Hamburg 1999–2010.
  - Band 1: Die Anfänge. 1999, ISBN 978-3-87975-747-3 (Korrigierter Nachdruck 2016, ISBN 978-3-89965-727-2).
  - Band 2: Zwischen den Weltkriegen. 2003, ISBN 978-3-89965-001-3 (Korrigierter Nachdruck 2016, ISBN 978-3-89965-728-9).
  - Band 3.1: Politisches Denken im Kalten Krieg. Konfrontation der Systeme. 2006, ISBN 	978-3-89965-169-0 (Korrigierter Nachdruck 2016, ISBN 978-3-89965-729-6).
  - Band 3.2: Politisches Denken im Kalten Krieg. Systemkonfrontation, Golden Age, antiimperialistische Befreiungsbewegungen. 2008, ISBN 978-3-89965-261-1 (Korrigierter Nachdruck 2016, ISBN 978-3-89965-730-2).
  - Band 4: Politisches Denken im Übergang ins 21. Jahrhundert. Rückfall in die Barbarei oder Geburt einer neuen Weltordnung? 2010, ISBN 978-3-89965-402-8 (Korrigierter Nachdruck 2016, ISBN 978-3-89965-731-9).
- Gewerkschaften in der Großen Transformation. Von den 1970er Jahren bis heute. Eine Einführung. PapyRossa-Verlag, Köln 2012, ISBN 978-3-89438-497-5.
- Autoritärer Kapitalismus. Demokratie auf dem Prüfstand. VSA-Verlag, Hamburg 2013, ISBN 978-3-89965-571-1.
- Der Staat. PapyRossa-Verlag, Köln 2015, ISBN 978-3-89438-595-8.
- 1917 | 2017. Revolution und Gegenrevolution. VSA-Verlag, Hamburg 2017, ISBN 978-3-89965-754-8.
- 1968. Zeiten des Übergangs: das Ende des »Golden Age«, Revolten & Reformbewegungen, Klassenkämpfe & Eurokommunismus. VSA-Verlag, Hamburg 2018, ISBN 978-3-89965-794-4.
- Sozialismus. Geburt und Aufschwung – Widersprüche und Niedergang – Perspektiven. VSA-Verlag, Hamburg 2021, ISBN 978-3-96488-116-8.
- Zeitenwenden? Der »neue« und der »alte« Kalte Krieg. VSA-Verlag, Hamburg 2023, ISBN 978-3-96488-197-7.